# でっかい愛/喜努愛楽
「でっかい愛/喜努愛楽」（でっかいあい/きどあいらく）は、ジャニーズWESTの17作目のシングル。2021年7月28日にジャニーズ・エンタテイメントから発売された。

## 概要
重岡大毅主演のTBS系テレビドラマ『#家族募集します』主題歌である「でっかい愛」と、濵田崇裕主演の日本テレビ系テレビドラマ『武士スタント逢坂くん!』の主題歌である「喜努愛楽」が収録された両A面シングルとなる。初回盤A・B、通常盤の3種類での発売となり、それぞれ収録曲・ジャケット写真ともに異なる。

### 購入特典
3仕様同時予約すると、先着特典としてフォトカード7枚セット（ソロVer.）7枚セットがつく。
- 初回盤A - フォトカード（ジャニーズWEST Ver.A）
- 初回盤B - フォトカード（ジャニーズWEST Ver.B）
- 通常盤 - フォトカード（ジャニーズWEST Ver.C）

### 仕様
- 3面6Pジャケット
  - 通常盤の初回プレスにのみ、「喜努愛楽 Live Recording」を期間限定配信する特設サイトにアクセスできる視聴IDが封入される[7]。

## チャート成績
初週20.3万枚を売り上げ、2021年8月3日発表のオリコン週間シングルランキングでは初登場1位を記録し、4作連続の初週売上20万枚超えとなった。

## 収録曲

### CD

#### 通常盤
1. でっかい愛 [4:17]
作詞：岩越涼大・村野直球・栗原暁、作曲：岩越涼大、編曲：ha-j
  - 重岡大毅主演 TBS系金曜ドラマ『#家族募集します』主題歌
2. 喜努愛楽 [3:06]
作詞：吸血亭賛美、作曲：偉町大介、編曲：MUTEKI DEAD SNAKE
  - 濵田崇裕主演 日本テレビ系シンドラ『武士スタント逢坂くん!』主題歌
3. バニラかチョコ [5:15]
作詞・作曲：重岡大毅、編曲：生田真心
4. Calling [4:12]
作詞：草川瞬、作曲：川口進・草川瞬、編曲：山下洋介

#### 初回盤A
1. でっかい愛
2. 喜努愛楽
3. 真夜中のLION [3:52]
作詞：栗原暁、作曲：久保田真悟・栗原暁、編曲：久保田真悟・室屋光一郎
4. でっかい愛（オリジナル・カラオケ）
5. 喜努愛楽（オリジナル・カラオケ）
6. 真夜中のLION（オリジナル・カラオケ）

#### 初回盤B
1. 喜努愛楽
2. でっかい愛
3. みんながいる [4:39]
作詞・作曲・編曲：田尻知之・本澤尚之
4. 喜努愛楽（オリジナル・カラオケ）
5. でっかい愛（オリジナル・カラオケ）
6. みんながいる（オリジナル・カラオケ）

### DVD

#### 初回盤A
1. 「でっかい愛」Music Clip & Making

#### 初回盤B
1. 「喜努愛楽」Music Clip & Making